# 惡靈13
《惡靈13》（英語：Thirteen Ghosts）是一部2001年由史帝夫·貝克執導的超自然恐怖電影，這是他的導演處女作。翻拍自威廉·卡斯尔1960年的電影《幽靈世界》，該片由托尼·舍卢卜、艾伯斯·戴維斯、馬修·里沃德、沙隆·伊丽莎白、亞歷克·羅伯茲、拉·迪加和F·莫瑞·亞伯拉罕主演。
該片於2001年10月26日在影院上映，預算為4,200萬美元，票房收入為6,800萬美元，上映後遭到嚴厲批評。

## 剧情
遊魂獵人賽瑞斯·逵迪克斯和通靈助手丹尼斯·瑞夫金帶領團隊執行任務，捕捉名為暴力軍官的鬼。當團隊抓住鬼時，包括賽瑞斯在內的幾人被殺。賽瑞斯的侄子亞瑟是個鰥夫，賽瑞斯的遺產律師班·摩斯告訴他，他繼承了賽瑞斯的豪宅。由於經濟上缺乏保障，亞瑟決定帶著兩個孩子凱西和巴比以及保姆瑪姬搬到那裡。
這家人在參觀豪宅時遇見了丹尼斯。住宅完全由玻璃板製成，上面刻有拉丁短語，丹尼斯認為這是封印咒語。他發現他和賽瑞斯捕獲的十二個憤怒的鬼被咒語囚禁在房子裡。當摩斯警告亞瑟時，他無意中觸發了封閉房子並釋放鬼的機關。一組滑動門將摩斯切成兩半，他死了。巴比看到了幾個鬼，包括凋謝情人——他的母親珍，她在一場房屋火災中伤重去世。他被打昏拖走。
丹尼斯使用一副“天眼通”眼镜，可以讓佩戴者看到超自然領域，從而避开鬼。最危險的鬼之一豺狼襲擊了凱西和亞瑟，但他們被前来釋放鬼的可琳娜·歐琳薩救了。凱西不见了。四個成年人聚集在圖書館，亞瑟得知珍的鬼也在房子裡。可琳娜解釋說，這座房子是一部機器，由被俘虜的鬼提供動力，可以讓使用者看到過去、現在和未來。關閉它的唯一方法是透过愛的犧牲創造第十三個鬼。亞瑟意識到他必須成為那個鬼才能拯救孩子們。
戴着天眼通，亞瑟和丹尼斯進入地下室尋找孩子們。丹尼斯將亞瑟擋在一塊玻璃後面以保護他。丹尼斯隨後被另外兩個危險的大鎯頭和暴力軍官毆打致死。原来，賽瑞斯假死是為了引誘亞瑟到家裡；可琳娜是他的伴侶和情人，她用一本大書將瑪姬打昏並在賽瑞斯到來時立即親吻他，這一點就表现出來了。賽瑞斯精心策劃了對凱西和巴比的綁架，以便亞瑟成為第十三個鬼，這不會像可琳娜聲稱的那樣關閉機器，而是会觸發机器的激活。賽瑞斯殺死了反對將孩子們置於危險之中的可琳娜，然后召喚鬼來啟動機器。
在大廳裡，亞瑟目睹了所有十二個鬼繞著一個由旋轉金屬環組成的發條裝置旋轉，他的孩子們位於中心。他與賽瑞斯打斗，同时瑪姬擾亂了機器的控制，釋放了鬼的力量，導致機器失控。鬼將賽瑞斯扔進运转的環中，將他切成碎片。在丹尼斯鬼的鼓勵下，亞瑟安全地跳过了機器，保護了孩子們。發生故障的機器爆炸，導致房子的牆壁破碎，诸鬼們被釋放，並朝樹林深處消逝而去。最後珍的鬼在消失之前告訴他們她愛他們。
一家人離開家，瑪姬憤怒地说不再当他們的保姆了。

## 演员
- 托尼·舍卢卜 饰 亞瑟·逵迪克斯
- 艾伯斯·戴維斯（英语：Embeth Davidtz） 饰 可琳娜·歐琳薩
- 馬修·里沃德 饰 丹尼斯·瑞夫金
- 沙隆·伊丽莎白 饰 凱西·逵迪克斯
- 亞歷克·羅伯茲 饰 巴比
- 小波恩（英语：JR Bourne） 饰 班·摩斯
- 拉·迪加（英语：Rah Digga） 饰 瑪姬·贝丝
- F·莫瑞·亞伯拉罕 饰 賽瑞斯·逵迪克斯

## 诸鬼
雖然電影中幾乎沒有提到各个鬼的背景故事，但DVD的特別功能「鬼魂檔案」（Ghost Files）有暗示或明確描述，並由賽瑞斯擔任旁白解說。除了少數例外，隨著鬼魂數量的增加，宅邸就会變得更加危險。
- 愛玩長男：（又译“長子”，The First Born Son，麥可·史派德饰）比利·迈克尔斯是一個喜歡假扮牛仔的小男孩。有一天，另一個小孩向比利提出決鬥挑戰，但比利的假玩具槍比不过那个男孩的真鋼頭箭（比利的鬼头上仍然扎着这根箭）。與大多數鬼不同，這個鬼是一種溫和的威脅，從不攻擊任何人，只会說“我想玩”。
- 斷頭雕塑：（又译“無頭鬼”，The Torso，丹尼爾·韋斯利饰）吉米·甘比诺是1900年代初的一名賭徒，引起了黑手党的注意。他輸掉了一次拳擊賭注並且沒有錢支付，于是黑手黨將他切成碎片，用玻璃纸包裹，將遺體傾倒在海洋中。他的鬼以軀幹的形式出現，旁边有一個被砍下的頭顱，不应说是積極树敌的鬼，而更像是中立的鬼。
- 鐵鏈毒女：（又译“五花大綁的女子”，The Bound Woman，蘿拉·曼妮兒（英语：Laura Mennell）饰）苏珊·勒格罗是鎮上最富有的女孩，在學校很受歡迎。她的一個缺點是她與男孩和男人調情玩弄的方式，让很多人心碎不已。在畢業舞會之夜，四分衛明星切特·沃尔特斯發現苏珊與另一個男孩偷情。第二天，男孩被發現毆打致死，苏珊也失踪了。兩週後，苏珊被發現死在高中橄欖球場五十碼線下。她的鬼將巴比引誘到危險的地下室，並且仍然穿著舞會服裝，繩子綁著她的手臂。
- 凋謝情人：（又译“逝去的愛人”，The Withered Lover，凱瑟琳·安德森饰）珍·逵迪克斯是一位幸福而忠誠的妻子和母親。電影開始前半年，她在聖盧克醫院因火災受傷身亡。與大多數鬼不同，她並不危險；她是仁慈的。
- 碎裂王子：（又译“被五馬分屍的王子”，The Torn Prince，克萊格·歐勒尼克（英语：Craig Olejnik）饰）罗伊斯·克莱顿是20世紀50年代一位才華橫溢、著名的青少年棒球運動員，引起了美國各地大學的關注。他在一場短程加速賽中喪生，這要歸功於他的挑戰者，一名加油工割斷了他的剎車線。他的遺體仍然埋在棒球場，他的鬼帶著他的棒球棒。
- 狂爆公主：（又译“滿懷怨毒的公主”，The Angry Princess，蕭娜·勞爾饰）达娜·纽曼是一位生活在20世紀末的美麗而不自知，被男友虐待的女子。她接受了整容手術來改變她自以为存在的缺陷，但一次失敗的實驗導致她的眼睛被毀，于是她在診所的浴缸裡殘忍地自殺了。她的鬼渾身是血，赤身裸體，手裡拿著她自殺時用的那把刀。
- 朝聖者：（又译“朝聖客”，The Pilgrimess，贊茜·拉德蕾饰）伊莎贝拉·史密斯在英格兰成為孤兒後，以殖民者的身份來到北美尋找新的生活。關係緊密的社區排斥她，忽視她，把她当作替罪羊，在莊稼和動物神秘死亡后，指控她施行巫術。她否認了這些指控，但被困在一個著火的穀倉裡，但侥幸逃脱，毫髮無傷。这更说明她会巫术，于是她被套上頸手枷後死於飢餓（她的鬼仍然套着頸手枷）。她的皮膚嚴重受損。
- 巨童：（又译“痴子”，The Great Child，恩斯特·哈斯（英语：C. Ernst Harth）饰）哈罗德·谢尔伯恩是一位精神殘疾的人，他永遠不會用尿布，甚至在成年後也必須用勺子餵食；他經常發出嬰兒的聲音。在一生受到無情的嘲笑、戲弄和折磨之後，他在和母親玛格丽特·谢尔伯恩生活的古旧畸形秀中引發了一場屠殺。一天晚上，一些畸形人開玩笑地綁架、殺害了他的母親。馬戲團老闆金博將哈罗德肢解得面目全非。他的鬼就像哈罗德生前的样子，有一小撮頭髮，圍脖上沾滿了嘔吐物，包著布尿布；他仍然拿著用來殺死敵人的斧頭。
- 矮母：（又译“怨母”，The Dire Mother，蘿莉·梭佩饰）哈罗德的母親玛格丽特·谢尔伯恩是一位害羞的小女士，身高三英尺。她永遠無法独自站立。在她生活的畸形秀中，她被另一個馬戲團畸形高個子男人強姦，生下了私生子哈罗德，她愛他勝過生命本身。她從小就對他过分溺愛，哪怕在他长大后也没有停止。這是哈罗德智力障礙的主要原因。兩人受到虐待，玛格丽特死後，哈罗德殺死了幾乎整個馬戲團。身為鬼，他們仍然在一起，哈罗德負責保護。與斷頭雕塑一樣，她並不具有攻擊性，而是一種中立的鬼。
- 大鎯頭：（又译“鎯頭鬼”，The Hammer，赫伯·鄧肯森饰）喬治·馬克利是1890年代初一位幸福誠實且有家室的鐵匠，他被一位名叫內森的高层誣告偷竊，並威脅要把他們从所在的西部老城鎮流放走。喬治知道自己是無辜的，於是站起來反抗內森，拒絕離開。有一天，當喬治一家人從市場步行回家時，內森和他的一夥暴徒襲擊並殘忍地殺害了他們。憤怒的喬治拿起他鐵匠的鎯頭，跟踪內森和他的朋友，將他們打死，但鎮上的居民將他用铁链捆在铁匠铺外的一棵樹上，把鐵道釘釘进他的身體。他的左手被砍掉了，鎯頭被胡乱地附到上面。他的鬼是最憤怒的鬼之一，對丹尼斯的死負有部分責任。
- 豺狼：（The Jackal，夏恩·惠勒饰）1887年出生的瑞安·坤，母亲是个妓女，导致他對女性產生了噁心的胃口，在夜間攻擊、強姦流浪者和妓女。為了治愈貪得無厭的胃口，瑞安自願前往博勒姆伍德精神病院接受治療。但經過多年的單獨監禁，瑞安徹底瘋了，他在牆上瘋狂地抓撓，指甲完全脱落掉了。作為回應，醫生將他永久束縛在拘束衣中，每當他行為不當時，就綁得更緊，使他的四肢扭曲。瑞安咬破拘束衣掙脫束縛後，醫生將他的頭鎖在籠子裡，並把他關在地下室的一間牢房裡。在那裡，他對人類產生了仇恨，只要有人靠近，他就會瘋狂尖叫並畏縮。當瘋人院起火時，他選擇留下來，在大火中喪生，而其他人都逃了出來。他的鬼仍穿戴著他撕破的拘束衣和立方體頭籠；它被稱為地獄寒冬的象徵。他是更具攻擊性和暴力的鬼之一，凱西在可琳娜搭救之前差點被他殺死。
- 暴力軍官：（又译“黑暗主宰”，The Juggernaut，約翰·狄山提斯（英语：John DeSantis）饰）“碎裂者”霍勒斯·马奥尼出生時就毀容了，一生都是一個被拋棄的人。母親在他很小的時候就拋棄了他，父親讓他在垃圾場工作，利用他不尋常的力量來壓扁汽車。父親去世後，霍勒斯發瘋了：他會徒手把駕車者和搭便車的人撕碎，然後把遗体餵給他的狗。在發生幾起謀殺案後，他被捕。當他掙脫手銬時，特警隊開槍打死了他。身為鬼，他留在垃圾場，身上佈滿彈孔，会殺死入侵者。丹尼斯和賽瑞斯都表示，他的殺戮次數達到了四十多次，這使得他的鬼成為十二个鬼中最邪惡、最危險的鬼之一。

## 發行

### 家庭媒體
本片於2002年4月2日以錄影帶和DVD形式發行，最初於2010年10月19日以藍光形式首次亮相，並與《恐怖蠟像館》一同發行。

## 迴響

### 票房
在美國，該片首映票房排名第二，僅次於《K星異客》，票房收入為1500萬美元。在美國上映了10週，最終在國內票房收入為4100萬美元，在全球票房收入為6800萬美元。

### 評價
對這部電影的評論大多是負評，讚揚則是針對製作設計的部分，但影片中缺乏驚嚇感，但是貫穿整個過程中的會有一些閃現畫面而受到批評，這可能會導致癲癇發作。在爛番茄上的支持率為19%，基於96則評論，平均評分為3.7/10，該網站的評論一致寫道：「製作設計是一流的，但《惡靈13》故事明顯缺乏恐怖感。」在Metacritic上，根據24位影評人的評論，這部電影的加權平均分為30分（滿分為100分），顯示「整體負面評論」。在影院评分上的調查，觀眾給這部電影的平均評分為「C+」（從A+到F）。
《偏鋒雜誌》的艾德·岡薩雷斯為這部電影評分為兩顆星（滿分四顆星），批評這部電影缺乏驚嚇和可預見的情節曲折。然而，岡薩雷斯讚揚藝術指導，同時也指出它沒有被充分利用。羅傑·埃伯特讚揚了製作設計，他說：「製作是一流的……畫面的外觀非常漂亮」，然而，羅傑批評這個故事缺乏有趣的角色、響亮的配樂和糟糕的剪輯。在2005年，埃伯特將其列入他的「最討厭」電影名單之一。自上映以來，票房表現令人失望，這部電影吸引了一群傑出的狂熱追隨者，並取得了進一步的成功和更積極的反響。《紐約時報》的艾維斯·米歇爾談到這部電影時說：「在恐懼之後我們留下的只有愚蠢的。」